# Sanneke de Neelingová
Sanneke de Neelingová (* 19. dubna 1996 Rotterdam) je nizozemská rychlobruslařka.
V roce 2012 vyhrála na Zimních olympijských hrách mládeže závody na 3000 m a s hromadným startem, na trati 1500 m byla druhá. Od roku 2013 se účastnila Světového poháru juniorů, v seniorském Světovém poháru debutovala roku 2014. Na Mistrovství Evropy 2018 získala stříbrnou medaili v týmovém sprintu.